# Ineke Yperlaan-Pesman
Ineke Yperlaan-Pesman (1964) is een Nederlands voormalig waterpolospeelster.

## Leven en werk
Yperlaan-Pesman werd geboren als Ineke Pesman. Ze werd met de Nederlandse waterpoloploeg in 1985 eerste op het Europees Kampioenschap in Oslo en tweede op het Wereldkampioenschap een jaar later, in 1986. Nadien speelde ze voor de Biltsche Zwemclub Brandenburg en later werd ze daar teammanager. Vervolgens ging ze naar de Koninklijke Nederlandse Zwembond en op het moment is ze zowel teammanager van de mannelijke Nederlandse waterpoloploeg als van het Nationaal Topsportcentrum Utrecht. Haar schoonzus Lillian Yperlaan volgde haar overigens op als teammanager bij de Biltsche Zwemclub Brandenburg.

## Palmares

### Nederlands team
- 1985:  EK Oslo (Noorwegen)
- 1986:  WK Madrid (Spanje)